# BeWo
BeWo (亦稱ATCC CCL-98) 是人類胎盤絨毛膜癌細胞系，較常應用於胎盤屏障生理功能及人類免疫缺陷病毒的研究，而超三倍體JEG-3細胞則是其衍生的克隆。BeWo細胞具有可產生大量層粘連蛋白的細胞外基質，並且BeWo細胞會表達雌激素 (雌酮、雌二醇及雌三醇)、孕激素、人絨毛膜促性腺激素、胎盤催乳素及角蛋白等物質。目前已知BeWo的b30亞克隆可在雙房室 (bicameral chambers) 的可滲透膜上生長，以形成融合性的細胞層，從而確定營養從頂端表面吸收的速率，以及從基底外側膜中流出的速率。
有研究指出沈默LOX在Bewo細胞中的表達，會明顯降低Bewo細胞侵襲及轉移能力。因為過度表達LOX可以改變腫瘤細胞外基質的結構，並且激活特定通路及上調MMPs類的表達，使乳癌的轉移侵襲速度因基底膜被降解而加速。

## 外部連結
- Cellosaurus entry for BeWo（页面存档备份，存于）